# 伍爾馬基特 (密西西比州)
伍爾馬基特（英語：Wool Market）是位於美國密西西比州哈里森縣的非建制地區。

## 歷史
伍爾馬基特的郵局於1889年設立，1911年停運後又於1969年重設，最終於1982年結業。

## 地理
伍爾馬基特所處的海拔為高於海平面10米（即33英呎），而該地所採用的時區為UTC-6，即北美中部時區（CST）。同時該地設有夏令時間，為UTC-6調快一小時，即UTC-5（CDT）。